# Skrajny Szyndlowiec

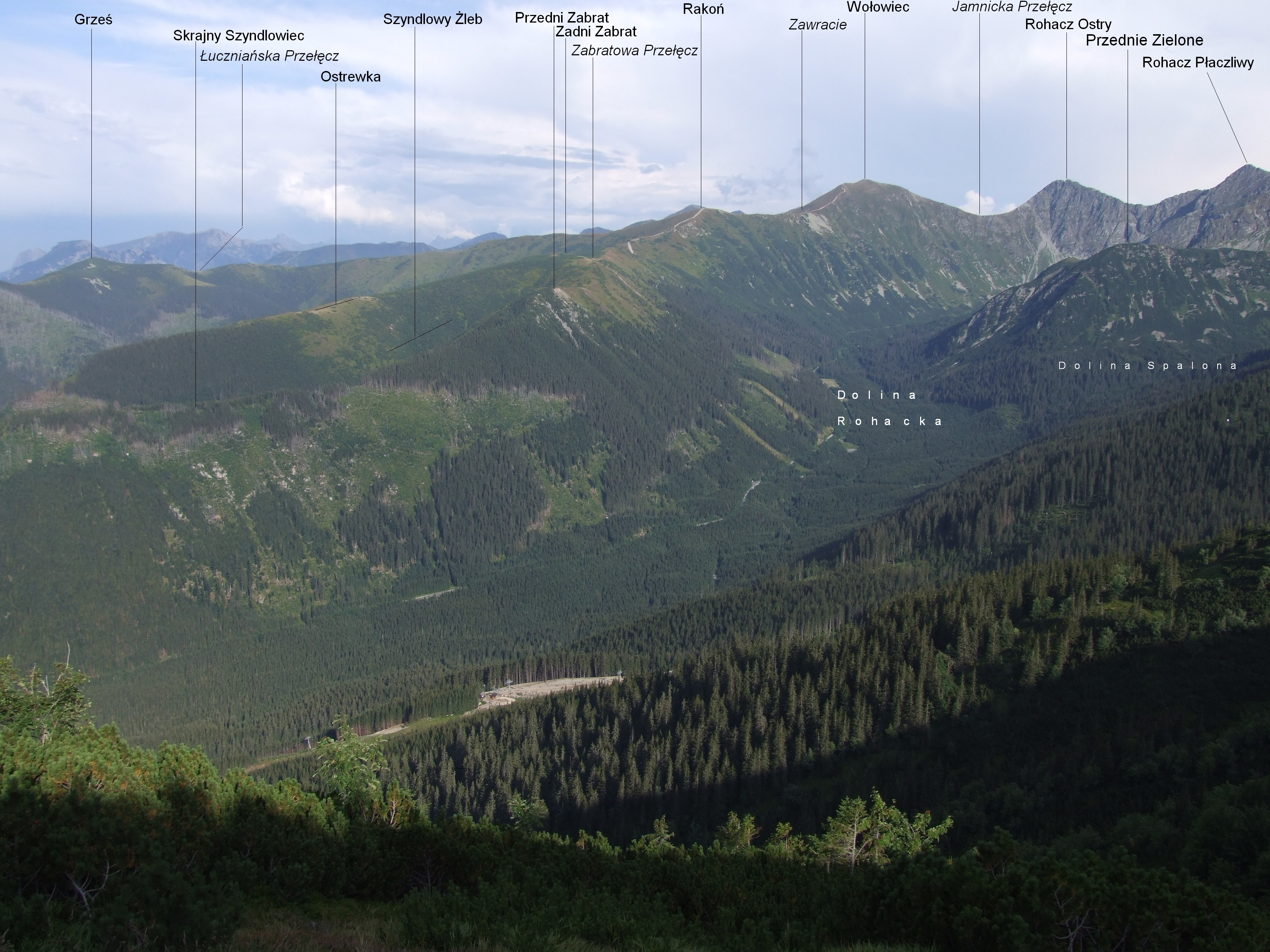
Widok z Brestowej

Skrajny Szyndlowiec (słow. Predný Šindľovec, Lysec) – lesisty grzbiet górski w słowackich Tatrach Zachodnich. Nazwą tą określa się zakończenie północno-zachodniej grani Rakonia, oddzielającej Dolinę Rohacką od Doliny Łatanej. Skrajny Szyndlowiec ciągnie się od Przedniego Zabratu (1577 m n.p.m.) do Zwierówki (1020 m n.p.m.). Jego podnóżami po południowej stronie prowadzi szosa, przy której znajduje się pensjonat i restauracja Šindľovec, gdzie można kupić ubezpieczenie od wypadków górskich, dwa parkingi dla samochodów oraz rozdroże Adamcula. Po północnej stronie znajduje się drugi, opadający do Doliny Łatanej grzbiet Zadniego Szyndlowca. Pomiędzy obu tymi grzbietami znajduje się kotlina Koryciny, spływający nią potok wpada do Łatanego Potoku.
Przez porośnięte bujnym świerkowym lasem grzbiet i zbocza Skrajnego Szyndlowca nie prowadzi żaden szlak turystyczny.